# Sportwagen-Weltmeisterschaft 1985

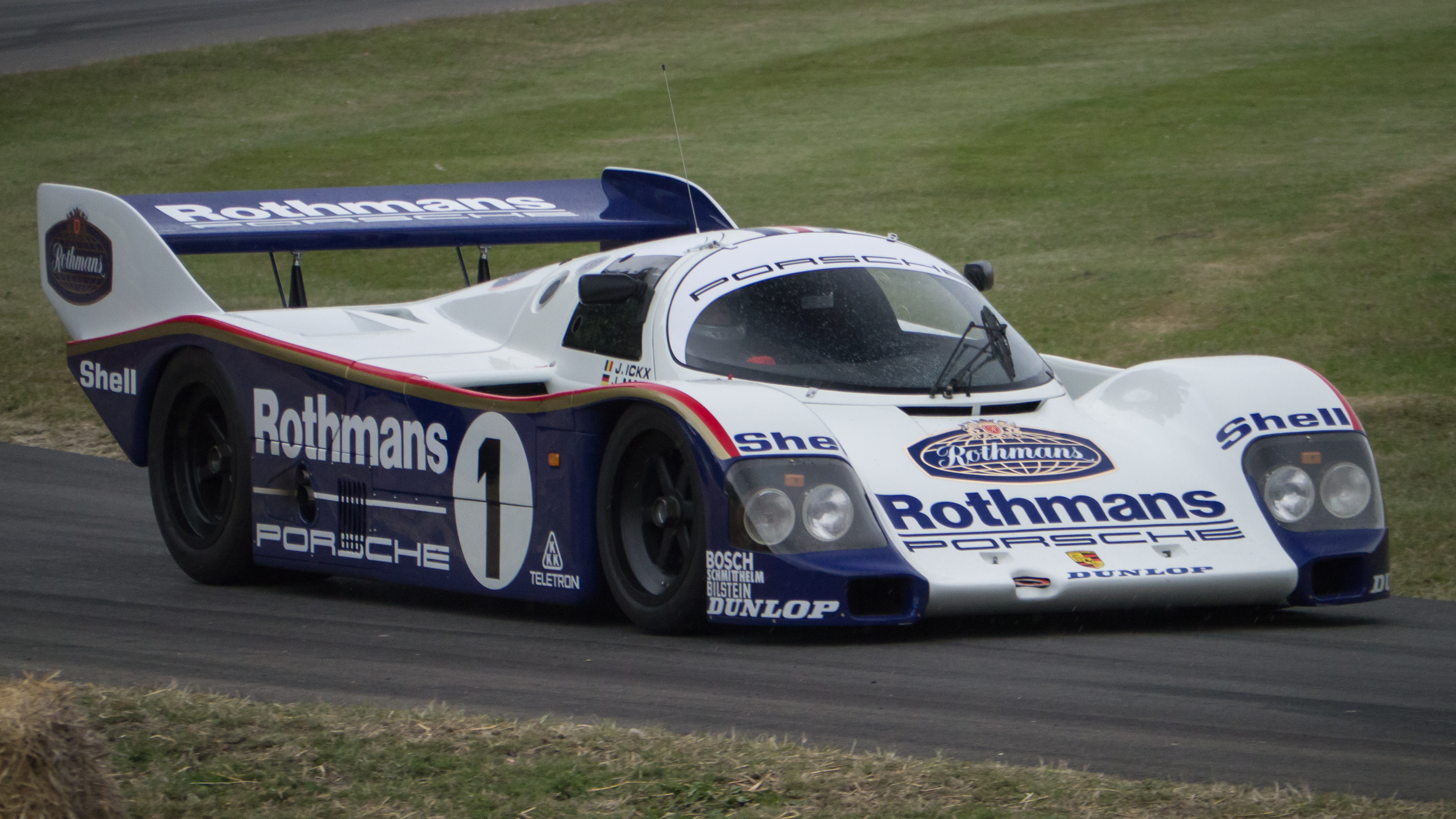
Werks-Porsche 962

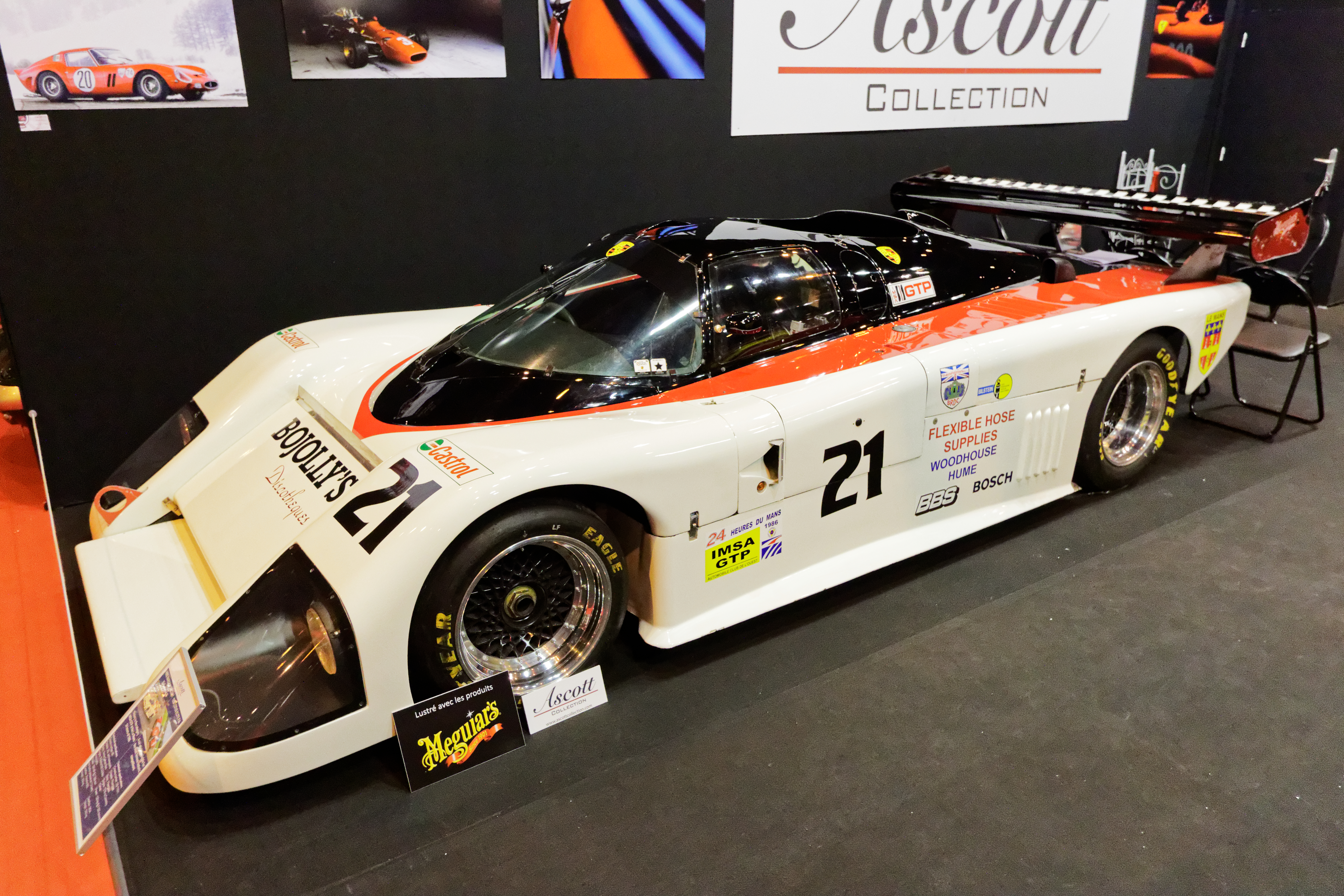
March 85G

Die Sportwagen-Weltmeisterschaft 1985 war die 33. Saison dieser Meisterschaft. Sie begann am 14. April und endete am 1. Dezember.

## Meisterschaft
Zwei fatale Unfälle überschatteten die Weltmeisterschaftssaison 1985. Innerhalb von drei Wochen verunglückten die beiden damals aktuellen deutschen Formel-1-Rennfahrer bei Sportwagenrennen. Manfred Winkelhock war beim 1000-km-Rennen von Mosport 40 Minuten im Wrack seines Kremer-Porsche 962C eingeklemmt, nachdem er bei hohen Tempo in einer Begrenzungsmauer geprallt war. Trotz einer dreistündigen Notoperation in einem Krankenhaus in Toronto starb er am folgenden Tag. Drei Wochen später verunfallte Stefan Bellof im Brun-Porsche 956B nach einem missglückten Überholversuch beim 1000-km-Rennen von Spa-Francorchamps. Bellof starb an der Unfallstelle, nachdem er in der Eau Rouge frontal gegen einen Betonpfeiler gefahren war.
Auch 1985 war Porsche der dominierende Hersteller, mit den Modellen Porsche 956 und 962C. Der 962C war die Folge der Einigung zwischen der FIA und der IMSA über ein gemeinsames technisches Reglement. Der 956 entsprach in zwei Punkten nicht den US-amerikanischen Regeln. Die IMSA forderte aus Sicherheitsgründen Pedale hinter der Vorderachse, was Porsche durch einen längeren Radstand erfüllte. Auch wurde das Aluminium-Monocoque durch einen Überrollkäfig aus Stahl verstärkt. Zudem musste zur Kostenbegrenzung der wassergekühlte Biturbo-Motor des 956 durch den aus dem altbewährten Porsche 935 stammenden luftgekühlten Motor mit Einzel-Turbolader ersetzt werden, dafür galt jedoch keine Verbrauchsbeschränkung wie in der Sportwagen-Weltmeisterschaft für die Gruppe C.
Von den neun Meisterschaftsläufen endeten sieben mit einem Porsche-Gesamtsieg. Ausnahmen waren das 1000-km-Rennen von Spa-Francorchamps, wo Lancia den einzigen Saisonsieg einfuhr, und das 1000-km-Rennen von Fuji. Auf dem Fuji Speedway herrschten durch starken Regen so schlechte Rennbedingungen, dass fast alle nichtjapanischen Teams nach wenigen Runden zur Aufgabe gezwungen waren. Beim Abbruch nach 2 Stunden Rennzeit führte der March 85G des Hohshino-Teams, das von der Rennleitung zur Siegermannschaft erklärt wurde.
Die zum ersten Mal ausgeschriebene Teamwertung gewann die Porsche-Werksmannschaft, deren Piloten Hans-Joachim Stuck und Derek Bell Fahrerweltmeister wurden.

## Rennkalender
| Nr. | Datum          | Rennname / Rennstrecke                                              | Team                  | Gesamtsieger                                     | Fahrzeug      | Meisterschaft     |
| --- | -------------- | ------------------------------------------------------------------- | --------------------- | ------------------------------------------------ | ------------- | ----------------- |
| 1   | 14. April      | 1000-km-Rennen von Mugello (Autodromo Internazionale del Mugello)   | Rothmans Porsche      | Jacky Ickx Jochen Mass                           | Porsche 962C  | Marken und Fahrer |
| 2   | 28. April      | 1000-km-Rennen von Monza (Autodromo Nazionale Monza)                | Porsche Kremer Racing | Manfred Winkelhock Marc Surer                    | Porsche 962C  | Fahrer            |
| 3   | 12. Mai        | 1000-km-Rennen von Silverstone (Silverstone Circuit)                | Rothmans Porsche      | Jacky Ickx Jochen Mass                           | Porsche 962C  | Marken und Fahrer |
| 4   | 15. – 16. Juni | 24-Stunden-Rennen von Le Mans (Circuit des 24 Heures)               | New-Man Joest Racing  | Klaus Ludwig Paolo Barilla Louis Krages          | Porsche 956B  | Marken und Fahrer |
| 5   | 14. Juli       | 1000-km-Rennen von Hockenheim (Hockenheimring)                      | Rothmans Porsche      | Hans-Joachim Stuck Derek Bell                    | Porsche 962C  | Marken und Fahrer |
| 6   | 11. August     | 1000-km-Rennen von Mosport (Canadian Tire Motorsport Park)          | Rothmans Porsche      | Hans-Joachim Stuck Derek Bell                    | Porsche 962C  | Marken und Fahrer |
| 7   | 1. September   | 1000-km-Rennen von Spa-Francorchamps (Circuit de Spa-Francorchamps) | Martini Lancia        | Mauro Baldi Bob Wollek Riccardo Patrese          | Lancia LC2-85 | Marken und Fahrer |
| 8   | 22. September  | 1000-km-Rennen von Brands Hatch (Brands Hatch)                      | Rothmans Porsche      | Hans-Joachim Stuck Derek Bell                    | Porsche 962C  | Fahrer            |
| 9   | 6. Oktober     | 1000-km-Rennen von Fuji (Fuji Speedway)                             | Hoshino Racing        | Kazuyoshi Hoshino Akira Hagiwara Keiji Matsumoto | March 85G     | Marken und Fahrer |
| 10  | 1. Dezember    | 800-km-Rennen von Selangor (Shah Alam Circuit)                      | Rothmans Porsche      | Jacky Ickx Jochen Mass                           | Porsche 962C  | Fahrer            |

## Marken-Weltmeisterschaft für Rennteams

### Gesamtwertung
| Position | Team                              | Fahrzeug                      | 1  | 2  | 3  | 4  | 5  | 6  | 7   | Gesamt |
| -------- | --------------------------------- | ----------------------------- | -- | -- | -- | -- | -- | -- | --- | ------ |
| 1        | Rothmans Porsche                  | Porsche 956B Porsche 962C     | 20 | 20 | 12 | 20 | 20 | 15 |     | 107    |
| 2        | Martini Lancia                    | Lancia LC2-85                 | 10 | 12 | 6  | 10 |    | 20 |     | 58     |
| 3        | New-Man Joest Racing              | Porsche 956B                  |    | 6  | 20 | 12 |    | 12 |     | 50     |
| 4        | Porsche Kremer Racing             | Porsche 956B Porsche 962C     | 15 | 10 | 8  |    | 10 |    |     | 43     |
| 5        | Richard Lloyd Racing with Porsche | Porsche 956B Porsche 956B GTi |    | 8  | 15 | 8  |    |    |     | 31     |
| 6        | Brun Motorsport                   | Porsche 956B Porsche 962C     | 12 | 1  |    | 15 |    |    |     | 28     |
| 7=       | Jaguar                            | Jaguar XJR-6                  |    |    |    |    | 12 | 8  |     | 20     |
| 7=       | Obermaier Racing Team             | Porsche 956B                  | 6  | 4  | 3  | 4  |    | 3  |     | 20     |
| 9        | Spice Engineering                 | Tiga GC84 Spice-Tiga GC85     | 4  |    |    | 2  | 8  | 2  |     | 16     |
| 10=      | John Fitzpatrick Racing           | Porsche 956B                  |    |    | 10 |    |    |    |     | 10     |
| 10=      | Hoshino Racing                    | March 85G                     |    |    |    |    |    |    | 10  | 10     |
| 12       | Panasport Japan                   | LM 05C                        |    |    |    |    |    |    | 7,5 | 7,5    |
| 13=      | Team Labatts                      | Gebhardt JC843 Gebhardt JC853 |    |    |    |    | 6  |    |     | 6      |
| 13=      | Tom’s Co Ltd.                     | Tom’s 85c                     |    |    |    |    |    |    | 6   | 6      |
| 15=      | Auto Beaurex Motor Sport          | Tom’s 85c                     |    |    |    |    |    |    | 5   | 5      |
| 15=      | Ecurie Ecosse                     | Ecosse C285                   |    |    | 2  |    | 3  |    |     | 5      |
| 17=      | Bierl Racing                      | Sauber C7                     |    |    |    |    | 4  |    |     | 4      |
| 17=      | Cosmik Racing Promotion           | March 84G                     |    |    |    |    |    | 4  |     | 4      |
| 17=      | Hasemi Motor Sport                | March 85G                     |    |    |    |    |    |    | 4   | 4      |
| 17=      | Carma FF                          | Alba AR2 Alba AR6             | 3  |    | 1  |    |    |    |     | 4      |
| 21=      | Ark Racing Arthur Hough Pressings | Ceekar 83J                    |    |    |    |    | 3  |    |     | 3      |
| 21=      | Trust Racing Team                 | Porsche 956                   |    |    |    |    |    |    | 3   | 3      |
| 23=      | Jens Winther Denmark              | URD C83                       | 2  |    |    |    |    |    |     | 2      |
| 23=      | English Enterprises               | Chevrolet Camaro              |    |    |    |    | 2  |    |     | 2      |
| 23=      | Misaki Speed                      | Tom’s 85B                     |    |    |    |    |    |    | 2   | 2      |
| 26       | Central 20 Racing Team            | Lola 810                      |    |    |    |    |    |    | 1,5 | 1,5    |
| 27=      | Vittorio Coggiola                 | Porsche 935                   | 1  |    |    |    |    |    |     | 1      |
| 27=      | Cheetah Automobiles               | Cheetah G604                  |    |    |    |    |    | 1  |     | 1      |
| 27=      | Dome Co Ltd.                      | Dome 85C                      |    |    |    |    |    |    | 1   | 1      |
| 30       | Team Ikuzawa                      | Tom’s 85C                     |    |    |    |    |    |    | 0,5 | 0,5    |

### FIA Cup für Gruppe-C2-Teams
| Position | Team                              | Fahrzeug                      | 1  | 2  | 3  | 4  | 5  | 6  | 7 | Gesamt |
| -------- | --------------------------------- | ----------------------------- | -- | -- | -- | -- | -- | -- | - | ------ |
| 1        | Spice Engineering                 | Tiga GC84 Spice-Tiga GC85     | 20 | 15 | 20 | 15 | 20 | 20 |   | 110    |
| 2        | Ecurie Ecosse                     | Ecosse C285                   |    | 20 |    | 20 |    | 10 |   | 50     |
| 3        | Ark Racing Arthur Hough Pressings | Ceekar 83J                    | 10 | 8  |    | 10 | 12 | 6  |   | 46     |
| 4        | Jens Winther Denmark              | URD C83                       | 12 |    |    | 8  |    | 12 |   | 32     |
| 5        | Carma FF                          | Alba AR2 Alba AR6             | 15 | 4  |    | 12 |    |    |   | 31     |
| 6        | Team Labatts                      | Gebhardt JC843 Gebhardt JC853 |    |    |    |    | 15 | 15 |   | 30     |
| 7        | Roy Baker Promotions              | Tiga GC284 Tiga GC285         | 8  |    | 10 |    |    | 2  |   | 20     |
| 8        | Mazdaspeed                        | Mazda 737C                    |    | 6  | 12 |    |    |    |   | 18     |
| 9        | ADA Engineering                   | Gebhardt JC843                |    |    | 15 |    |    |    |   | 15     |
| 10=      | Strandell Motors                  | Standell 85                   |    | 12 |    |    |    |    |   | 12     |
| 10=      | Roland Bassaler                   | Sauber SHS C6                 |    |    | 8  |    |    | 4  |   | 12     |
| 12=      | Gebhardt Motorsport               | Gebhardt JC853                |    | 10 |    |    |    |    |   | 10     |
| 12=      | Auto Beaurex Motor Sport          | Lotec M1C                     |    |    |    |    |    |    |   | 10     |
| 14       | Grifo Autoracing                  | Alba AR3                      |    |    |    |    |    | 8  |   | 8      |
| 15       | Bartlett Chevron Racing           | Chevron B62                   |    |    |    | 6  |    |    |   | 6      |
| 16       | Jens Nykjaer                      | Nykjaer                       |    |    |    |    |    | 3  |   | 3      |

### FIA Cup für Tourenwagen
| Position | Team                      | Fahrzeug         | 1  | 2 | 3  | 4  | 5  | 6 | 7 | Gesamt |
| -------- | ------------------------- | ---------------- | -- | - | -- | -- | -- | - | - | ------ |
| 1        | Helmut Gall               | BMW M1           | 20 |   | 20 | 20 |    |   |   | 60     |
| 2        | English Enterprises       | Chevrolet Camaro |    |   |    |    | 20 |   |   | 20     |
| 3=       | Bäuerle Farben Team       | BMW M1           |    |   |    | 15 |    |   |   | 15     |
| 3=       | Zwiren Racing             | Mazda RX-7       |    |   |    |    | 15 |   |   | 15     |
| 5        | Vogelsang Automobile GmbH | BMW M1           |    |   |    | 12 |    |   |   | 12     |
| 6        | Trust Racing Team         | Toyota Celica    |    |   |    |    |    |   |   | 10     |

## Fahrer-Weltmeisterschaft

### Gesamtwertung
In dieser Tabelle werden die ersten 20 Positionen der Weltmeisterschaft erfasst. Die Punktevergabe erfolgte in der Reihenfolge: 20-15-12-10-8-6-4-3-2-1.
| Position | Fahrer             | Konstrukteur   | 1  | 2   | 3  | 4  | 5  | 6  | 7    | 8  | 9 | 10 | Gesamt |
| -------- | ------------------ | -------------- | -- | --- | -- | -- | -- | -- | ---- | -- | - | -- | ------ |
| 1=       | Derek Bell         | Porsche        |    | 15  | 15 | 12 | 20 | 20 | 15   | 20 |   |    | 117    |
| 1=       | Hans-Joachim Stuck | Porsche        |    | 15  | 15 | 12 | 20 | 20 | 15   | 20 |   |    | 117    |
| 3=       | Jacky Ickx         | Porsche        | 20 | 10  | 20 | 1  |    | 15 |      | 15 |   | 20 | 101    |
| 3=       | Jochen Mass        | Porsche        | 20 | 10  | 20 | 1  |    | 15 |      | 15 |   | 20 | 101    |
| 5=       | Bob Wollek         | Lancia         | 10 |     |    | 6  | 10 |    | 20   | 12 |   |    | 58     |
| 5=       | Klaus Ludwig       | Porsche        | 8  | (2) | 6  | 20 | 12 |    | 12   |    |   |    | 58     |
| 7        | Paolo Barilla      | Porsche        |    | 2   | 6  | 20 | 12 |    | 12   |    |   |    | 52     |
| 8        | Alessandro Nannini | Lancia         |    | 12  | 12 | 6  |    |    | 10   | 10 |   |    | 50     |
| 9=       | Marc Surer         | Porsche        | 15 | 20  | 10 |    |    |    |      |    |   |    | 45     |
| 9=       | Manfred Winkelhock | Porsche        | 15 | 20  | 10 |    |    |    |      |    |   |    | 45     |
| 11       | Mike Thackwell     | Jaguar Porsche | 6  |     |    | 2  |    | 12 | 8    |    |   | 15 | 43     |
| 12       | Jonathan Palmer    | Porsche        |    | 8   | 8  | 15 | 8  |    |      |    |   |    | 39     |
| 13       | Mauro Baldi        | Lancia         | 10 |     |    | 4  | 10 |    | (20) | 12 |   |    | 36     |
| 14       | Riccardo Patrese   | Lancia         |    | 12  | 12 |    |    |    | (20) | 10 |   |    | 34     |
| 15=      | Ray Bellm          | Tiga           | 6  | 6   |    |    | 4  | 10 | 4    |    |   |    | 30     |
| 15=      | Gordon Spice       | Tiga           | 6  | 6   |    |    | 4  | 10 | 4    |    |   |    | 30     |
| 17       | Oscar Larrauri     | Porsche        |    | 6   |    |    | 15 |    |      |    |   | 8  | 29     |
| 18       | James Weaver       | Porsche, Tom’s |    |     |    | 15 |    |    |      |    |   | 12 | 27     |
| 19       | Massimo Sigala     | Porsche        |    |     |    |    | 15 |    |      |    |   | 8  | 23     |
| 20       | Stefan Bellof      | Porsche        | 15 |     | 1  |    |    |    |      |    |   |    | 16     |

### FIA Cup für Gruppe-C2-Fahrer
In dieser Tabelle werden die ersten 10 Positionen der Weltmeisterschaft erfasst.
| Position | Fahrer          | Konstrukteur | 1  | 2  | 3  | 4  | 5  | 6  | 7  | 8  | 9 | 10 | Gesamt |
| -------- | --------------- | ------------ | -- | -- | -- | -- | -- | -- | -- | -- | - | -- | ------ |
| 1=       | Gordon Spice    | Tiga         | 20 | 20 | 15 | 20 | 15 | 20 | 20 |    |   |    | 130    |
| 1=       | Ray Bellm       | Tiga         | 20 | 20 | 15 | 20 | 15 | 20 | 20 |    |   |    | 130    |
| 3=       | Mike Wilds      | Ecosse       |    | 15 | 20 |    | 20 |    | 10 | 20 |   |    | 85     |
| 3=       | Ray Mallock     | Ecosse       |    | 15 | 20 |    | 20 |    | 10 | 20 |   |    | 85     |
| 5=       | Max Payne       | Ceekar       | 10 | 6  | 8  |    | 10 | 12 | 6  |    |   | 10 | 62     |
| 5=       | David Andrews   | Ceekar       | 10 | 6  | 8  |    | 10 | 12 | 6  |    |   | 10 | 62     |
| 7        | Ian Harrower    | ADA          |    | 8  |    | 15 |    |    |    | 10 |   | 20 | 53     |
| 8        | Frank Jelinski  | ADA          |    | 10 | 10 |    | 15 | 15 |    |    |   |    | 50     |
| 9=       | Martino Finotto | Alba         | 15 |    | 4  |    | 12 |    |    | 15 |   |    | 46     |
| 9=       | Carlo Facetti   | Alba         | 15 |    | 4  |    | 12 |    |    | 15 |   |    | 46     |